# Charlotte's web
Charlotte's web è una varietà di Cannabis sativa, ottenuta tramite l'ibridamento di più specie di Cannabis sativa industriale.
Nasce nel 2011 in Colorado dai fratelli Stanley, con l'intento di creare una cannabis a basso contenuto Delta-9-tetraidrocannabinolo (detto più comunemente THC) e ad alto contenuto cannabidiolo (CBD), a questo fattore è dovuta la sua non psicoattività e quindi adatta ai trattamenti di malattie come epilessia ed altri disturbi neuropsichiatrici su bambini, questa varietà è, infatti, molto celebre per la produzione di olio ed estratti al CBD.
CWhemp è proprietaria della genetica Charlotte's Web, l’estratto di questa pianta fu usato nel 2013 per curare Charlotte Figi, una bambina che soffriva di una grave forma di epilessia e da cui prese il nome Charlotte's Web.
La CWhemp coltiva questa genetica di canapa in Colorado, in modo organico, con sistemi di coltura dedicati e all’avanguardia per questo tipo di utilizzo, curando le coltivazioni dal seme, alle talee, al campo fino alla fioritura delle piante, dove iniziano gli esami, segue la successiva essiccazione e la lavorazione nei propri laboratori, dove con il sistema di estrazione con anidride carbonica supercritica, vengono estratti i cannabinoidi della canapa.